# Ouled Aïssa (Timimoun)
Pour les articles homonymes, voir Ouled Aïssa (Boumerdès).
 (avril 2011).
Si vous disposez d'ouvrages ou d'articles de référence ou si vous connaissez des sites web de qualité traitant du thème abordé ici, merci de compléter l'article en donnant les références utiles à sa vérifiabilité et en les liant à la section « Notes et références ».
Ouled Aïssa est une commune de la wilaya de Timimoun en Algérie.

## Géographie

### Situation
Le territoire de la commune d'Ouled Aïssa se situe au nord-ouest de la wilaya d'Adrar, dans la région du Gourara. Le chef-lieu de la commune est situé à 174 km à vol d'oiseau au nord d'Adrar et à 208 km par la route, et à 70 km au nord-ouest de Timimoun par la route.
| Timoudi (wilaya de Béchar) | Timoudi (wilaya de Béchar) | Ksar Kaddour |
| Talmine                    | Ouled Aïssa                | Ouled Saïd   |
| Charouine                  | Deldoul                    | Timimoun     |

### Relief, géologie, hydrographie
Ouled Aïssa est une oasis située à 355 mètres d’altitude. Le grand erg occidental est au nord et à l’ouest de l’oasis, et une vaste Hamada caillouteuse, dite Hamada d’Ouled Aïssa, à l’est et au sud.

### Localités de la commune
En 1984, la commune d'Ouled Aïssa est constituée à partir des localités suivantes :
- Ouled Aïssa
- Tasfaout
- Guentour
- Samjane
- Taounza
- Hiha
- Yakou
- El Kort
- Lahmer

## Histoire
Historiquement, le passé d’Ouled Aissa se découpe en quatre périodes (Salem IDDA) :
- Les Ruman établis à Timedwel ;
- Les premiers Zénètes musulmans situés à Abengu ;
- L’arrivée du shaykh Brahim Bu-Ziza qui s’installe à Essuq ;
- Le passage de Sidi Mussa et des autres saints ;

1. les Ruman : Ce sont des « descendants des Byzantins qui n’avaient pas abandonné le pays, et des métis, c’est-à-dire des descendants des Rum mariés à des Berbères » (L. Golvin, 1957) ils se sont établis à ksar Timedwel, où « se trouvent les ruines les plus anciennes…avant le IIe siècle de l’hégire » (R. Bellil, 2003). L’arrivée de l’armée du sultan Abu l-Âfiya est la cause de ruine de ce ksar qui est aujourd’hui entièrement ensablé.
2. les premiers Zénètes musulmans : c’est à partir du IIe siècle de l’hégire que les Zénètes musulmans sont arrivés, « les gens ont d’abord habité Agham Abengu qui a été construit, en partie, sur les ruines de Timedwel. Agham Abengu était un grand ksar. » (R. Bellil, 2003).
3. L’arrivée du shaykh Brahim Bu-Ziza : il est arrivé au XIIe siècle ap. J.-C. pour s’installer à Essuq « à partir du patronyme, Brahim Bu-Ziza, on peut émettre l’hypothèse qu’il venait de Tafilalt » (R. Bellil, 2003).
4. Le passage de Sidi Mussa : considéré comme l’un des saints personnages les plus importants du Gaurara, Sidi Mussa a fondé le ksar Essuq et la Zawia, mais il n’est pas resté à Ouled Aissa, laissant l’occasion pour d’autres à s’installer. Plusieurs ksour sont construits après ksar Essuq (agham n Mabruk, agham n khalfi, …), pour finir dans le ksar Ajdid partiellement occupé aujourd’hui.

La région de Ouled Aïssa a connu une succession de périodes d’instabilité marquée par une situation sécuritaire instable, les gens qui l’habitent aujourd’hui sont venus de différentes régions au moment ou les habitants de la commune préfèrent partir fuyant l'insécurité ou les conditions sociales difficiles.

## Santé
Les consultations spécialisées ainsi que les hospitalisations des habitants de cette commune se font dans l'un des hôpitaux de la wilaya d'Adrar:
- Hôpital Ibn Sina d'Adrar[3].
- Hôpital Mohamed Hachemi de Timimoun[4].
- Hôpital de Reggane.
- Hôpital Noureddine Sahraoui d'Aoulef[5].
- Hôpital de Bordj Badji Mokhtar[6].
- Hôpital de Zaouiet Kounta.
- Pôle hospitalier de Tililane[7].
  - Hôpital général de 240 lits[8].
  - Hôpital gériatrique de 120 lits.
  - Hôpital psychiatrique de 120 lits.
  - Centre anti-cancer de 120 lits.